# Нікола Караклаїч
Нікола Караклаїч (серб. Никола Караклајић; нар. 24 лютого 1926,Белград - 16 грудня 2008, Белград) – сербський шахіст, міжнародний майстер від 1955 року.

## Шахова кар'єра
Неодноразово брав участь у фіналах чемпіонатів Югославії, найвищого успіху досягнув у 1955 році в Новому Саді, де здобув звання чемпіона країни. Завдяки тому успіхові увійшов до складу збірної, яка на шаховій олімпіаді 1956 року в Москві посіла 2-ге місце. 1957 року знову представляв збірну країни, яка у Відні здобула срібну медаль командного чемпіонату Європи, також поділив 2-ге місце (позаду Светозара Глігорича, разом з Бориславом Івковим i Петаром Трифуновичем) у фіналі чемпіонату Югославії, що відбувся в Сомборі.
На міжнародній арені досягнув, зокрема, таких успіхів:
- посів 1-ше місце в Любляні (1955),
- поділив 1-2-ге місце в Смедеревській Паланці (1956),
- поділив 2-ге місце в Криниці (1956, позаду Борислава Міліча, разом зі Стояном Пуцом i Вольфгангом Ульманном),
- посів 1-ше місце в Сан-Бенедетто-дель-Тронто (1958),
- поділив 2-ге місце в Белграді (1959, позаду Борислава Івкова),
- посів 1-ше місце в Богнор Реджіс (1962),
- посів 1-ше місце в Амстердамі (1964, турнір IBM-B),
- посів 2-ге місце в Бевервейку – двічі на турнірах Hoogovens-B (1965, позаду Дірка ван Геета i 1967, позаду Тео ван Схелтінґи),
- поділив 3-тє місце в Чикаго (1973, позаду Нормана Вайнштейна i Гудмундура Сігурйонссона, разом з Джеймсом Тарджаном),
- поділив 1-4-те місце у Касабланці (1974),
- поділив 1-2-ге місце в Белграді – двічі (1976 i 1977),
- посів 3-тє місце в Афінах (1977),
- поділив 1-2-ге місце в Маріна Ромеа (1978),
- посів 1-ше місце у Венеції (1980),
- посів 2-ге місце у Валлетті (1980).

Найвищий рейтинг Ело у своїй кар'єрі мав станом на 1 липня 1971 року, досягнувши 2490 пунктів ділив тоді 83-95-те місце в світовій класифікації ФІДЕ (водночас ділив 8-13-те місце серед югославських шахістів).